# Ліхір (острів)
3°09′45″ пд. ш. 152°34′41″ сх. д. / 3.162456° пд. ш. 152.578125° сх. д.
Ліхір (англ. Lihir Island) або Ніолам (англ. Niolam Island) — найбільший острів архіпелагу Ліхір. 
Острів лежить приблизно за 900 км на північний схід від столиці країни, міста Порт-Морсбі. Адміністративно належить до провінції Нова Ірландія, Папуа - Нова Гвінея. 
Має 22 км завдовжки і 14,5 км завширшки. Складається з комплексу стратовулканів, що перекривають один одного, конуси яких досягають висоти 700 м над рівнем моря. В даний час вулкани не є активними, хоча геотермальна активність, як і раніше, присутня. Острів знаходиться на місці колишнього переддугового басейну в зоні субдукції між Тихоокеанською плитою та Північною плитою Бісмарка. Субдукція припинилася приблизно 10 млн років тому внаслідок зіткнення з плато Онтонг-Ява.
Населення всього архіпелагу за даними перепису 2000 року — 12 570 осіб; за оцінними даними на 2007 рік — близько 18 000 осіб. 
На острові розьашоване одне з найбільших у світі за запасами золота родовище Ліхір, розробку якого здійснює гігантський рудник Ліхір. 
Є злітно-посадкова смуга для невеликих літаків, розташована в Кунаї, на північ від Лондолевіта.